# Tbc-huisje

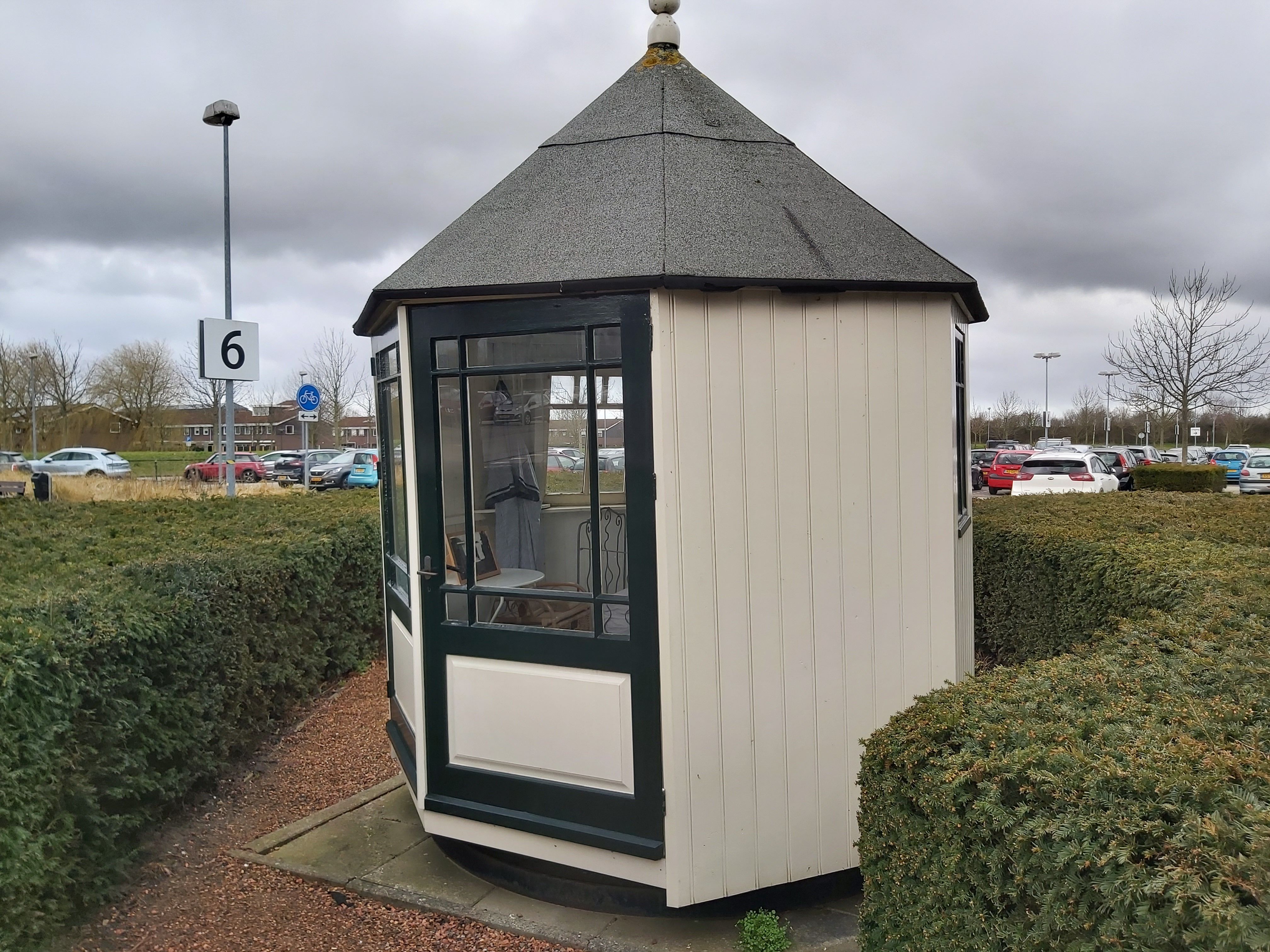
Tbc-huisje op het terrein van het Spaarne Gasthuis in Hoofddorp

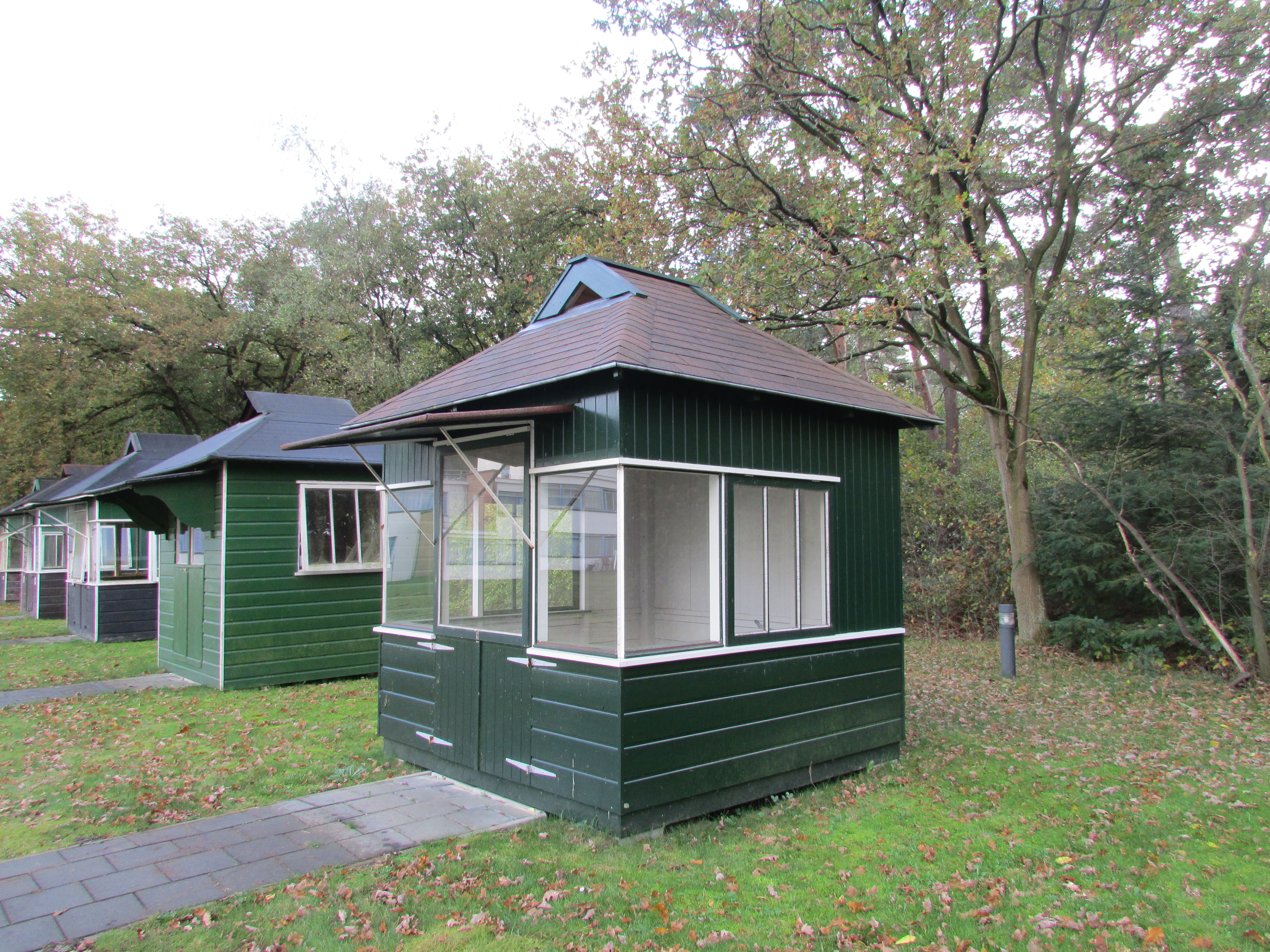
Tbc-huisjes bij het voormalige Sanatorium Zonnestraal in Hilversum

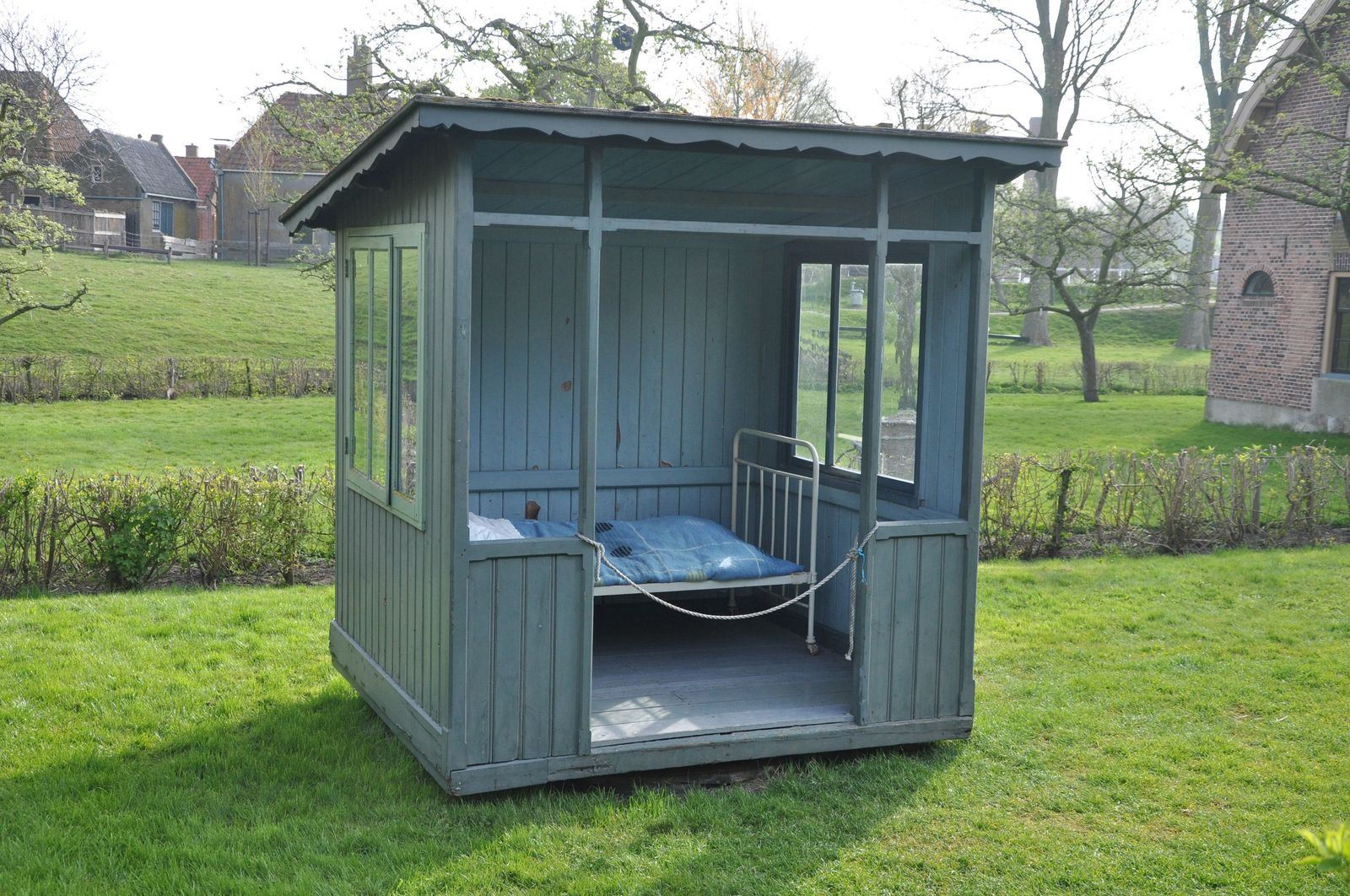
Tbc-huisje in het Zuiderzeemuseum, oorspronkelijk afkomstig uit Huizen

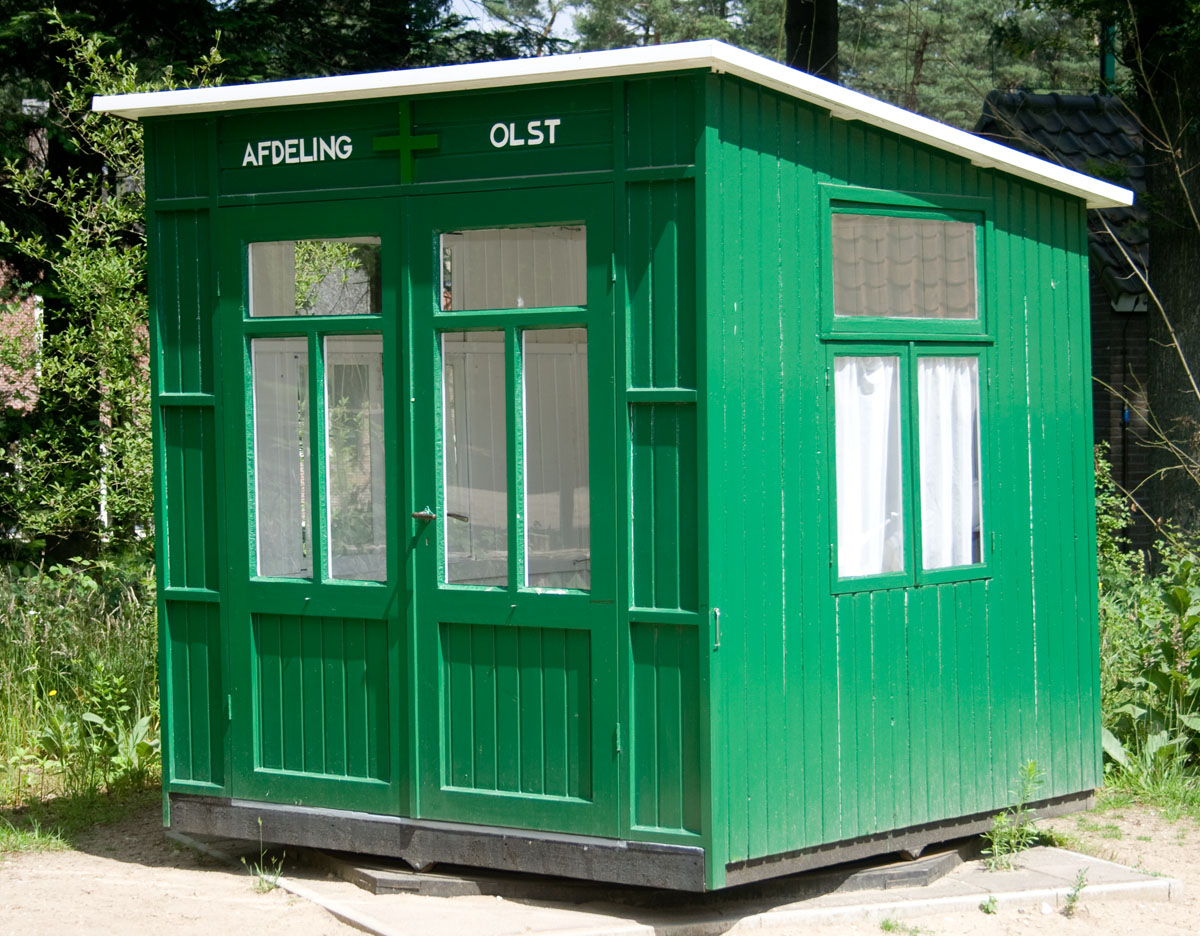
Tbc-huisje in het Nederlands Openluchtmuseum, oorspronkelijk afkomstig uit Olst

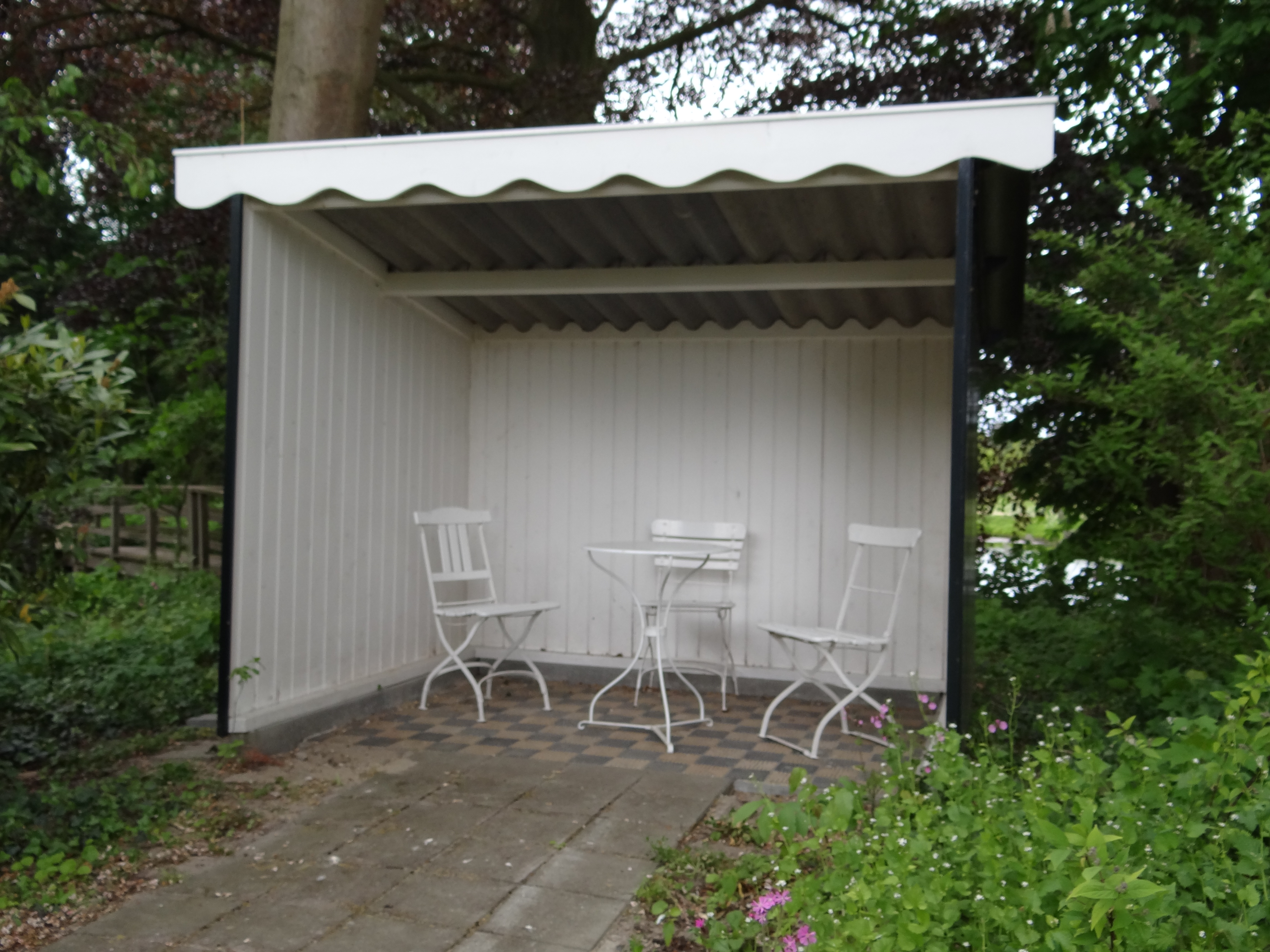
Kleine lighal in Bredevoort

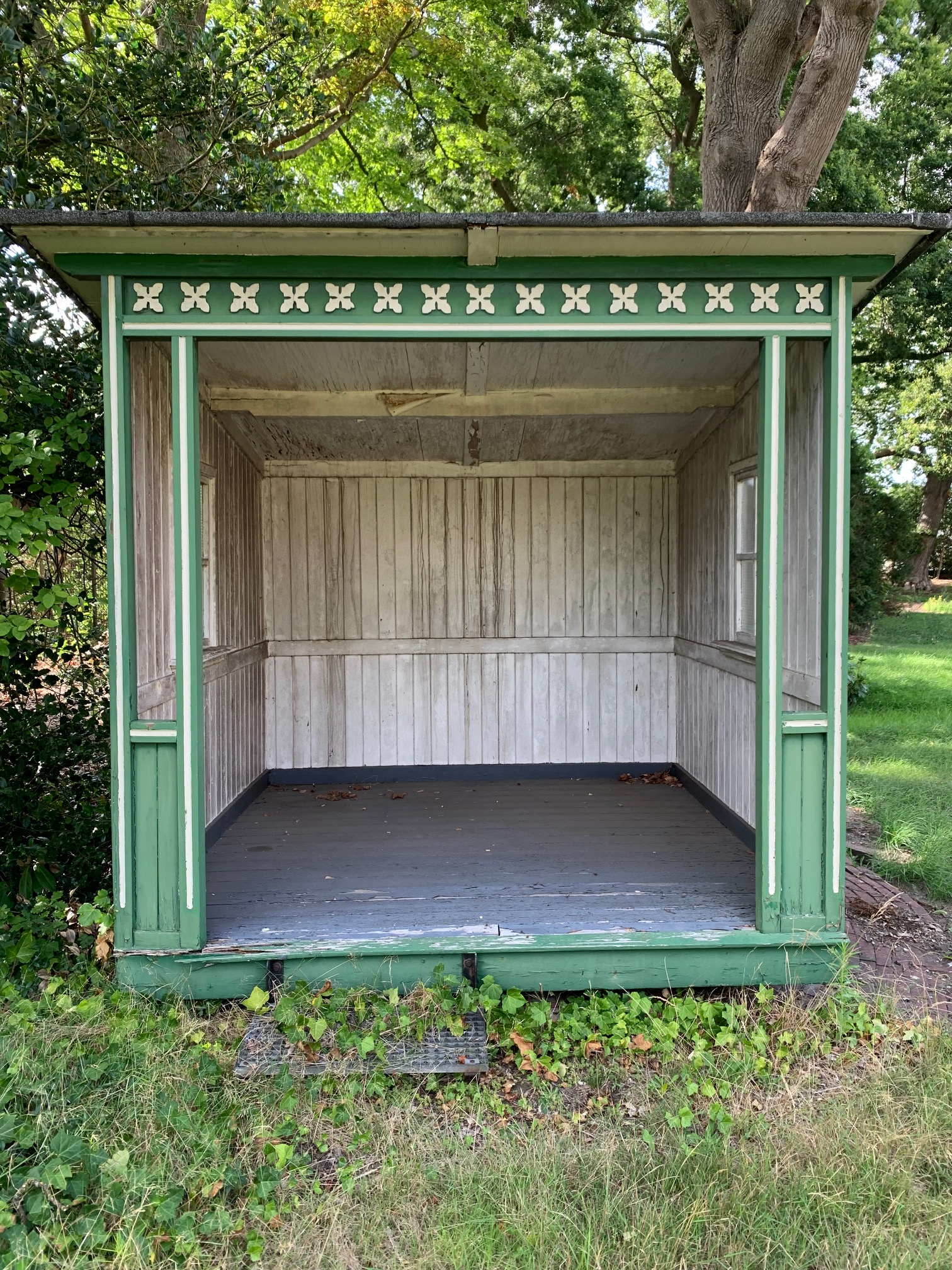
Voormalig tbc-huisje in de tuin van Mariënburg in Bussum

Een tbc-huisje of lighuisje (begin twintigste eeuw: ligtent of klein type lighal) is een houten bouwwerk, dat in de eerste helft van de twintigste eeuw door tuberculosepatiënten gebruikt werd om in afzondering te kunnen herstellen. Het type bouwwerk is kenmerkend voor de periode in de geschiedenis van de gezondheidszorg waarin er gestreden werd tegen tuberculose.

## Aanleiding
In de 19de eeuw was één op de vier overlijdens in Europa toe te schrijven aan tuberculose. De ziekte werd geassocieerd met de slechte hygiëne en de luchtverontreiniging in met name de steden. Door de verbeteringen in woningbouw en gezondheidszorg aan het begin van de 20ste eeuw was er weliswaar een daling te zien in het aantal patiënten, maar geneesmiddelen waren er nog niet.  De medische behandeling bestond vooral uit bedrust, zonlicht, frisse lucht en gezonde voeding. Als een van de alternatieven voor behandeling op een zaal in een sanatorium ontstonden begin 20ste eeuw de tbc-huisjes. 

## Locatie
In het Verenigd Koninkrijk en in Nederland trof men de huisjes veelal aan in groepjes op het terrein van een instelling, zoals een ziekenhuis of een sanatorium. In Nederland kon men ze ook aantreffen op het terrein van een kruisvereniging, op een weiland even buiten het dorp of bij particulieren in de tuin; in die van de patiënt zelf, of bij naaste familie. Eens per dag kwam er dan verpleging langs voor de medische verzorging; de familie regelde de rest. De huisjes in Nederland konden door patiënten worden gekocht, maar ook (als bouwpakket) worden geleend of gehuurd bij een sanatorium of een lokale kruisvereniging.
In de Verenigde Staten werden vergelijkbare huisjes gebouwd in Colorado Springs. Waar men in Europa naar sanatoria in de Alpen werd gestuurd om te kuren, daar belandde men in de Verenigde Staten in de frisse berglucht van Colorado Springs. Charles Fox Gardiner, een lokale arts, bedacht dat het beter was om patiënten van elkaar te isoleren, om zo eventuele kruisbesmetting te voorkomen. Hij ontwikkelde speciale achthoekige hutjes die in rijen op het sanatoriumterrein geplaatst werden.

## Uiterlijk
Tbc-huisjes bestonden er in verschillende soorten en maten, maar over het algemeen waren het eenvoudige houten bouwseltjes, die ter plaatse opgebouwd en weer gedemonteerd konden worden. De huisjes waren doorgaans wit of groen, met veel glas om zoveel mogelijk zonlicht binnen te laten. Aan de voorzijde waren de huisjes ofwel geheel open, ofwel bevatten ze grote deuren die wijd open konden worden gezet. De huisjes in Colorado Springs stonden vast op één plek. Het type dat in Britse ziekenhuizen werd gebruikt, stond op een draaischijf of een stalen onderstel met wielen zodat de open deuren naar de zon en uit de wind konden worden gedraaid.  De patiënt kon daardoor zoveel mogelijk in de zon en in de frisse buitenlucht zitten, en tegelijkertijd uit de wind blijven. In Nederland trof men zowel draaibare als vaste lighuisjes aan. 

## Gebruik
De bedoeling van het lighuisje was dat een patiënt in afzondering bedrust kon houden. De patiënt verbleef hierin dag en nacht, en dit verblijf kon maanden tot jaren duren. De bouwseltjes werden echter ook aangeschaft als zomerhuis, tuinhuis of prieel. Van in elk geval de Ierse toneelschrijver George Bernard Shaw en seksuoloog Havelock Ellis is bekend dat zij een draaibaar schrijfhuisje hadden.  Nog tot eind jaren '40 werden tuberculoselijders veelvuldig in de kleine huisjes ondergebracht.  Door de komst van effectieve medicijnen in de jaren '50 verloren de huisjes hun oorspronkelijke functie, en kregen ze her en der een nieuwe bestemming. In 1982 werd de collectie van het Nederlands Openluchtmuseum met een tbc-huisje uitgebreid, als geschenk van de Nationale Kruisvereniging. Rijksmuseum Boerhaave in Leiden beschikt sinds 2011 ook over een tbc-huisje en openluchtmuseum Het Hoogeland in het Groningse Warffum sinds april 2016.